# Copa da Escócia de 1881–82
A Copa da Escócia de 1881-82 foi a 9º edição do torneio mais antigo do futebol da Escócia. O campeão foi o Queen's Park F.C., que conquistou seu 6º título na história da competição ao vencer a final contra o Dumbarton F.C., pelo placar de 2 a 2.

## Premiação
| Copa da Escócia de 1881-82            |
| Escócia                               |
| ------------------------------------- |
| Queen's Park F.C. Campeão (6º título) |